# RB Leipzig
RasenBallsport Leipzig e. V. (RB Leipzig) – niemiecki klub piłkarski z siedzibą w Lipsku. Powstał 19 maja 2009 na bazie SSV Markranstädt.

## Historia

### Negocjacje Red Bulla z niemieckimi klubami
Przed inwestycją w Lipsku spółka Red Bull GmbH, kierowana przez współwłaściciela Dietricha Mateschitza, poszukiwała przez trzy i pół roku odpowiedniej lokalizacji dla inwestycji w niemiecką piłkę nożną. Oprócz Lipska spółka rozważała także lokalizację w dawnych Niemczech Zachodnich i badała takie miasta jak Hamburg, Monachium i Düsseldorf.
Firma podjęła pierwszą próbę wejścia na niemiecką scenę piłkarską w 2006 roku. Za radą Franza Beckenbauera, osobistego przyjaciela Dietricha Mateschitza, firma zdecydowała się zainwestować w Lipsku. Lokalny klub piłkarski FC Sachsen Leipzig od lat znajdował się w trudnej sytuacji finansowej. Red Bull GmbH opracował plany zainwestowania w klub do 50 mln euro. Firma zaplanowała przejęcie, wraz ze zmianą barwy drużyny i nazwy klubu. Red Bull i klub były bliskie porozumienia, ale plany zostały zawetowane przez DFB, który odrzucił proponowaną nową nazwę klubu FC Red Bull Sachsen Leipzig obawiając się zbyt dużych wpływów ze strony spółki. Po miesiącach protestów kibiców przeciwko zaangażowaniu Red Bulla, które przerodziło się w przemoc, spółka oficjalnie zrezygnowała z planów.
Red Bull próbował również w usytuowanym w Hamburgu FC St. Pauli, pomimo tego, że krótko wcześniej kibice klubu protestowali przeciw przejęciu przez Red Bulla SV Austria Salzburg. Gdy po stronie hamburskiej stało się jasne, że firma ma plany wykraczające daleko poza konwencjonalny sponsoring, natychmiast zerwała kontakt. Firma nawiązała następnie kontakt z TSV 1860 Monachium, klub jednak nie był zainteresowany inwestycją.
W 2007 roku planowano inwestycję z Fortuną Düsseldorf – klubem z długą historią. Firma chciała nabyć 50% udziałów, a plotki głosiły, że chciano zmienić nazwę na Red Bull Düsseldorf lub podobną, czego nie przyjęto korzystnie. Plany również napotkały na trudności natury prawnej: statut DFB nie zezwalał na zmianę nazwy klubu w celach reklamowych. Red Bull później zatem ponownie zwrócił się w stronę Niemiec Wschodnich.

### Negocjacje w Lipsku
Lipsk był od początku uznawany za najkorzystniejsze miejsce do inwestycji. Miasto posiada bogatą i długą historię piłkarską, w tym VfB Leipzig – pierwszego mistrza Niemiec w piłce nożnej w 1903. Oprócz tego lokalne drużyny jak Lokomotive Lipsk i Chemie Lipsk grały w najwyższych ligach Wschodnich Niemiec. W ostatnich dekadach jednak kluby z Lipska nie radziły sobie najlepiej. od 1994 roku żaden nie grał w Bundeslidze, a od 1998 nawet na profesjonalnym poziomie ligowym. Ponadto Lipsk to duże miasto z wieloma kibicami, ma dostęp do połączeń autostradowych, a także posiada spore lotnisko i co najważniejsze – jeden z największych we wschodnich landach Niemiec stadion Zentralstadion wybudowany na mundial 2006.
Red Bull poszukiwał odpowiedniego klubu w niższych ligach, który mógł sprzedać im prawa do gry w niemieckiej lidze. Padło na klub z małej miejscowości pod Lipskiem – SSV Markranstädt, który zgodził się na sprzedaż swoich praw w Oberlidze, kwoty nie ujawniono, ale miała wynosić około 350 tysięcy euro.

### Założenie
RasenBallsport Leipzig e.V. został założony 19 maja 2009 roku. Wszystkich siedmiu członków założycieli było pracownikami lub agentami Red Bull GmbH. Andreas Sadlo został wybrany na przewodniczącego, a Joachim Krug został zatrudniony na stanowisku dyrektora sportowego.
RB Lipsk stał się piątym piłkarskim zespołem posiadanym przez Red Bull, po Red Bull Salzburg w Austrii, New York Red Bulls w Stanach Zjednoczonych, Red Bull Brasil w Brazylii i Red Bull Ghana w Ghanie. W przeciwieństwie do poprzednich klubów, RB Leipzig nie nosiła nazwy korporacyjnej. Statut DFB nie zezwalał na umieszczenie nazwy korporacyjnej w nazwie klubu. Zamiast tego, klub przyjął nietypową nazwę RasenBallsport, która dosłownie oznaczała Sport piłkarski na murawie. Ale poprzez użycie inicjałów „RB”, które odpowiadają inicjałom spółki, klub nadal mógł być kojarzony z firmą właścicieli.
Na mocy porozumienia z SSV Markranstädt oprócz praw do gry w Oberlidze RB Lipsk uzyskał ich trzy podstawowe męskie sekcje piłkarskie, a pierwsza drużyna została kompletnie przejęta wraz ze sztabem trenerskim i menadżerem Tino Vogelem.
Zmiany zaakceptował NOVF, ale klub nadal potrzebował drużyn juniorskich, by w pełni uzyskać prawa gry. Zwrócono się w stronę FC Sachsen Lipsk, który miał problemy finansowe. RB Leipzig przejął od klubu cztery drużyny juniorskie. Na początku klub grał na stadionie w Markranstädt o pojemności 5000 miejsc, jednak po awansie do Regionalligi chciano się przenieść na Zentralstadion, zmieniając jego nazwę na Red Bull Arena.
Celem klubu był awans do Bundesligi w ciągu 8 lat, ponawiając model z poprzednich klubów piłkarskich Red Bulla, by szybko przenosić się do coraz wyższych dywizji. Przewidziano, że Red Bull zainwestuje w klub 100 milionów euro w ciągu 10 lat. Otwarcie mówiono też o zdobyciu mistrzostwa kraju w dalszej przyszłości.

### Oberliga

#### 2009/10
Klub zagrał swój pierwszy mecz 10 lipca 2009 roku, towarzysko z klubem SV Bannewitz. Mecz ten został rozegrany na stadionie w Markranstädt i zakończył się wygraną 5-0 dla Lipska, a pierwszy mecz o stawkę zagrali w pucharze Saksonii, wygrywając z VfK Blau–Weiß Leipzig.
Lipsk w swoim pierwszym sezonie ligowym grał w NOFV-Oberliga Süd, na stadionie w Markranstädt. Po połowie sezonu byli na prowadzeniu, który utrzymali do końca sezonu wygrywając ligę i awansując do Regionalligi Nord. W lidze na rozegranych 30 meczów wygrali 26, przegrywając i remisując po 2 mecze.

### Regionalliga

#### 2010/11
Na początku sezonu przejęto ESV Delitzsch jako drużynę rezerw. W tym sezonie przeniesiono się też na Zentralstadion w Lipsku i zmieniono jego nazwę. Mecz otwarcia Red Bull Areny RB Lipsk zagrał z wicemistrzem Niemiec Schalke 04. Skończyło się wygraną 1-2 gości.
W tym sezonie kupiono młodych zawodników jak m.in. Thiago Rockenbach, Carsten Kammlott czy Tim Sebastian. Na wyższym poziomie rozgrywkowym Lipsk radził sobie jednak gorzej i ostatecznie skończył sezon na 4. miejscu (na 34 mecze: 18 zwycięstw, 10 remisów i 6 porażek).
Odnieśli jednak duży sukces, wygrywając Puchar Saksonii pokonując w finale Chemnitzer FC. Tym samym zdobyli pierwsze trofeum w swojej historii. Zakwalifikowali się oni ponadto do Pucharu Niemiec w kolejnym sezonie.
Po sezonie nowym menadżerem został Peter Pacult z Rapidu Wiedeń. Nastąpiły także zmiany w kadrze, przez które po sezonie w drużynie z Lipska pozostało już tylko 3 graczy z zespołu grającego jeszcze w Oberlidze.

#### 2011/12
29 lipca 2011 RB Lipsk zadebiutował w pucharze Niemiec DFB-Pokal, pokonując grający w Bundeslidze VfL Wolfsburg 3-2. Mecz odbył się na Red Bull Arenie, a widownia osiągnęła 31 212 widzów, a bohaterem został Daniel Frahn, który zdobył hat tricka. Polegli jednak w kolejnej rundzie z Augsburgiem.
W lidze, RB Lipsk osiągnął najwyższą wygraną w historii z SV Wilhelmshaven 8-2. Nie udało się jednak awansować, RB zajęło 3. miejsce (Bilans: 22-7-5) ze stratą 13 punktów do lidera.

#### 2012/13
W kolejnym sezonie zespół przeniesiono przez reformę ligi do Regionalligi Nordost. Nowym dyrektorem sportowym został Ralf Rangnick, a menadżerem Alexander Zorniger.
Zespołowi udało się wygrać ligę bez porażki (Bilans: 21-9-0) i zakwalifikowało się do baraży o awans, w którym podjęło Sportfreunde Lotte. U siebie wygrali 2-0, ale w rewanżu to gracze z Lotte wygrywali 2-0 po 90 minutach. W dogrywce goście strzelili jednak 2 gole i Lipsk zapewnił sobie awans do 3. ligi.
Ponadto klub ponownie wygrał Puchar Saksonii znowu wygrywając w finale z Chemnitzer FC i gwarantując swój udział w DFB-Pokal 2013-14.

### 3. Liga

#### 2013/14
Przed sezonem klub zakontraktował Anthony’ego Junga z Frankfurtu, Tobiasa Willersa z Lotte, Joshuę Kimmicha ze Stuttgartu, André Luge ze Zwickau, Denisa Thomallę z Hoffenheim oraz Yussuf Poulsena z Lyngby BK. W środku sezonu część graczy odeszła jak Juri Judt czy Carsten Kammlott, ale wzmocniono zespół Diego Demme z Paderborn, Federico Palacios Martínezem z Wolfsburga, Mikko Sumusalo z HJK Helsinki oraz Georgiem Teiglem z Salzburga.
W Pucharze Niemiec odpadli już w 1. rundzie z Augsburgiem, odpadli w półfinale Pucharu Saksonii, w lidze natomiast zajęli drugą lokatę (24-7-7) i awansowali do 2. Bundesligi drugi raz z rzędu uzyskując awans do wyższej ligi.

### 2. Bundesliga

#### 2014/15
Po awansie, za licencję odpowiedzialna była już nie DFB, a DFL, która dała licencję klubowi, ale pod pewnymi warunkami. Pojawiła się krytyka za to, że zarządzanie klubem było zbyt skoncentrowane tylko w niewielkiej grupie osób, a sam klub jest zbyt zależny od Red Bull GmbH. Lipsk musiał zatem spełnić kilka wymogów. Klub musiał przeprojektować logo, by to nie przypominało zbyt mocno o korporacji Red Bull. Ponadto musieli zmienić strukturę organizacyjną organów zarządzających oraz obniżyć składki członkowskie dla nowych członków. Lipsk chciał odwołać się od decyzji i znaleźć kompromis z DFL. Ostatecznie, RB Lipsk musiał oprócz zmiany loga sprawić również, aby zarząd był niezależny od Red Bull GmbH.
Przed sezonem klub zakontraktował wielu nowych graczy jak Rani Khedira, Lukas Klostermann, Marcel Sabitzer, Massimo Bruno i Terrence Boyd. Wydali około 12 milionów euro na nowe nabytki. Zimą do klubu dołączyli jeszcze Omer Damari, Emil Forsberg z Malmö, ponadto Rodnei i Yordy Reyna zostali wypożyczeni z Red Bull Salzburg.
Przed przerwą zimową Lipsk zajmował 7. lokatę. W pierwszy meczu po przerwie Lipsk uległ na wyjeździe Erzgebirge Aue, a po meczu trener Alexander Zorniger odszedł z zespołu. W pucharze Niemiec dotarli do trzeciej rundy odpadając z Wolfsburgiem, a na koniec sezonu zajęli 5. miejsce w lidze. Po sezonie drużynę przejął dyrektor sportowy klubu – Ralf Rangnick.

#### 2015/16
Przed sezonem klub nabył Davie Selke z Werderu, Atınç Nukana z Beşiktaşu, Marcela Halstenberga i Williego Orbana. Z drużyny odszedł Rodnei, a Joshua Kimmich został sprzedany do Bayernu.
Ostatecznie w przedostatniej kolejce Lipsk zapewnił sobie awans do Bundesligi i zakończył ligę na drugim miejscu. Po sezonie Rangnick odszedł z funkcji menadżera, by skupić się na roli dyrektora sportowego. 6 maja 2016 roku Ralph Hasenhüttl został ogłoszony nowym trenerem.

### Bundesliga

#### 2016/17
Lipsk został pierwszym klubem z byłego NRD, który zagra w najwyższej klasie rozgrywkowej Niemiec od sezonu 2008/09, w którym Energie Cottbus spadło z ligi. W swoim pierwszym sezonie klub pobił rekord najdłuższej serii bez porażki beniaminka Bundesligi, będąc niepokonanym przez 13 pierwszych meczów sezonu.
W sezonie do klubu dołączyli m.in. Naby Keïta, Oliver Burke, Timo Werner, Bernardo i Dayot Upamecano. W sumie wydali 70 milionów euro na nowych graczy.
Po zakończeniu jedenastej kolejki byli oni także liderami ligi, to pierwszy raz, gdy klub ze wschodnich Niemiec był na tej pozycji od sezonu 1991/1992, kiedy Hansa Rostock prowadziła przez 3 kolejki. Stali się również pierwszą drużyną w zjednoczonych Niemczech, której udało się awansować do europejskich pucharów w debiutanckim sezonie i pierwszym ze wschodu po 1. FC Union Berlin w 2001 roku. Lipsk zapewnił sobie awans do Ligi Mistrzów, a debiutancki sezon zakończyli na drugim miejscu, za Bayernem.

#### 2017/18
W sezonie do klubu dołączyli m.in. Kevin Kampl, Jean-Kévin Augustin, Bruma, Konrad Laimer i Yvon Mvogo. Wypożyczono też Ademola Lookmana. Wydano 57 milionów euro. Z klubu odeszli m.in. Davie Selke i Oliver Burke.
W tym sezonie Lipsk zajął 6. miejsce w lidze, a w Lidze Mistrzów zajęli 3. miejsce w grupie, za FC Porto i Beşiktaşem. W Lidze Europy dotarli do ćwierćfinału, ulegając tam Marsylii. Po sezonie Ralph Hasenhüttl odszedł z zespołu i przez kolejny sezon drużynę ponownie miał prowadzić Ralf Rangnick.

#### 2018/19
W sezonie do klubu dołączyli m.in. Amadou Haidara, Nordi Mukiele, Matheus Cunha i Marcelo Saracchi, po raz kolejny wydano ponad 50 milionów euro, jednak ostatecznie klub więcej zarobił na transferach przez sprzedaż Naby Keïty do Liverpoolu (Transfer ogłoszono rok wcześniej) i Bernardo do Brighton.
W swoim trzecim sezonie w Bundeslidze Lipsk drugi raz znalazł się na podium – 3. miejsce zagwarantowało udział w kolejnym sezonie Ligi Mistrzów UEFA. Ponadto w Pucharze Niemiec dotarli do finału rozgrywek, w którym przegrali z Bayernem. Po sezonie z funkcji dyrektora sportowego po 7 latach zrezygnował Rangnick, by pracować w Red Bullu jako dyrektor ds. sportu i rozwoju piłki nożnej. Zastąpił go Markus Krösche. Nowym trenerem, zgodnie z zakładanym rok wcześniej planem, został Julian Nagelsmann.

#### 2019/20
W sezonie wykupieni zostali m.in. Dani Olmo z Dynama Zagrzeb, a także Christopher Nkunku i Hannes Wolf.
W połowie kolejnego sezonu Lipsk był liderem z 2 punktami przewagi nad Mönchengladbach i 4 nad Bayernem. Ostatecznie w końcowej tabeli zespół z Lipska został sklasyfikowany na trzecim miejscu. W Lidze Mistrzów wygrali swoją grupę, a następnie wyeliminowali w 1/8 finału Tottenham Hotspur. Dalsze fazy rozgrywek, z powodu pandemii, rozgrywano w pojedynczych meczach w Lizbonie. W ćwierćfinale podopieczni Nagelsmanna podejmowali Atlético Madryt, z którym wygrali 2:1 po bramkach Olmo oraz Adamsa. W półfinale ulegli PSG 0:3 tym samym kończąc swój najlepszy sezon w tych rozgrywkach w najlepszej czwórce.

#### 2020/21
W letnim oknie transferowym sprzedany do Chelsea został Timo Werner za kwotę 53 milionów euro. Do klubu dołączyli natomiast Alexander Sørloth oraz Hwang Hee-chan. W Lidze Mistrzów trafili do trudnej grupy z Manchesterem United, PSG i Başakşehirem. Wywalczyli awans z drugiego miejsca w ostatniej kolejce pokonując w decydującym meczu u siebie United 3:2. W 1/8 finału trafili na Liverpool, z którym przegrali 4:0 w dwumeczu. Bundesligę zakończyli na 2. miejscu z dorobkiem 65 punktów w 34 spotkaniach oraz dotarli do finału Pucharu Niemiec, gdzie ulegli Borussii Dortmund 1:4.

## Sukcesy

### Liga
Bundesliga
- Wicemistrzostwo Niemiec: 2017, 2021
- 3. miejsce: 2019, 2020, 2023

2. Bundesliga
- Wicemistrzostwo: 2016

3. Liga
- Wicemistrzostwo: 2014

Regionalliga Nordost
- Mistrzostwo: 2013

### Puchary
Puchar Niemiec
- Zdobywca: 2022, 2023
- Finalista: 2019, 2021

Superpuchar Niemiec
- Zdobywca: 2023
- Finalista: 2022

Puchar Saksonii
- Zdobywca: 2011, 2013

## Sezon po sezonie
| Sezon     | Liga                   | Poziom | Miejsce w lidze | Uwagi          |
| --------- | ---------------------- | ------ | --------------- | -------------- |
| 2009/2010 | Oberliga (Nordost)     | V      | 1               |                |
| 2010/2011 | Regionalliga (Nord)    | IV     | 4               |                |
| 2011/2012 | Regionalliga (Nord)    | IV     | 3               |                |
| 2012/2013 | Regionalliga (Nordost) | IV     | 1               |                |
| 2013/2014 | 3. liga                | III    | 2               |                |
| 2014/2015 | 2.Bundesliga           | II     | 5               |                |
| 2015/2016 | 2.Bundesliga           | II     | 2               |                |
| 2016/2017 | Bundesliga             | I      | 2               |                |
| 2017/2018 | Bundesliga             | I      | 6               |                |
| 2018/2019 | Bundesliga             | I      | 3               |                |
| 2019/2020 | Bundesliga             | I      | 3               |                |
| 2020/2021 | Bundesliga             | I      | 2               |                |
| 2021/2022 | Bundesliga             | I      | 4               | Puchar Niemiec |
| 2022/2023 | Bundesliga             | I      | 3               | Puchar Niemiec |
| 2023/2024 | Bundesliga             | I      | 4               |                |
| 2024/2025 | Bundesliga             | I      | 7               |                |

## Obecny skład
Stan na 2 września 2023 roku
| Nr | Poz. | Piłkarz                |
| -- | ---- | ---------------------- |
| 1  | BR   | Péter Gulácsi          |
| 2  | OB   | Mohamed Simakan        |
| 3  | OB   | Christopher Lenz       |
| 4  | OB   | Willi Orbán (kapitan)  |
| 5  | OB   | El Chadaille Bitshiabu |
| 7  | PO   | Dani Olmo              |
| 8  | PO   | Amadou Haidara         |
| 9  | NA   | Yussuf Poulsen         |
| 10 | PO   | Emil Forsberg          |
| 11 | NA   | Timo Werner            |
| 13 | PO   | Nicolas Seiwald        |
| 14 | PO   | Christoph Baumgartner  |
| 16 | OB   | Lukas Klostermann      |

| Nr | Poz. | Piłkarz                                         |
| -- | ---- | ----------------------------------------------- |
| 17 | NA   | Loïs Openda                                     |
| 18 | PO   | Fábio Carvalho (wypożyczony z Liverpoolu)       |
| 20 | PO   | Xavi Simons (wypożyczony z Paris Saint-Germain) |
| 21 | BR   | Janis Blaswich                                  |
| 22 | OB   | David Raum                                      |
| 23 | OB   | Castello Lukeba                                 |
| 24 | PO   | Xaver Schlager                                  |
| 25 | BR   | Leopold Zingerle                                |
| 26 | PO   | Ilaix Moriba                                    |
| 30 | NA   | Benjamin Šeško                                  |
| 36 | BR   | Timo Schlieck                                   |
| 39 | OB   | Benjamin Henrichs                               |
| 44 | PO   | Kevin Kampl (wicekapitan)                       |

### Wypożyczeni
| Nr | Poz. | Piłkarz                                             |
| -- | ---- | --------------------------------------------------- |
|    | BR   | Tim Schreiber (w Holstein Kiel do 30 czerwca 2024)  |
|    | OB   | Angeliño (w Galatasaray do 30 czerwca 2024)         |
|    | OB   | Sanoussy Ba (w LASK Linz do 30 czerwca 2024)        |
|    | OB   | Frederik Jäkel (w SV Elversberg do 30 czerwca 2024) |
|    | PO   | Caden Clark (w Vendsyssel FF do 30 czerwca 2024)    |

| Nr | Poz. | Piłkarz                                                 |
| -- | ---- | ------------------------------------------------------- |
|    | PO   | Ben Klefish (w Viktorii Köln do 30 czerwca 2023)        |
|    | PO   | Hugo Novoa (w Utrechcie do 30 czerwca 2024)             |
|    | NA   | André Silva (w Realu Sociedad do 30 czerwca 2024)       |
|    | NA   | Dennis Borkowski (w Dynamo Drezno do 30 czerwca 2024)   |
|    | NA   | Fabrice Hartmann (w Sligo Rovers FC do 30 czerwca 2024) |

## Europejskie puchary
Legenda do wszystkich tabel:
- Q – runda eliminacyjna, 1/16, 1/8, 1/4, 1/2 – odpowiednia faza rozgrywek, Grupa – runda grupowa, 1r gr – pierwsza runda grupowa, 2r gr – druga runda grupowa, F – finał, R – runda, PO – play-off
- k. – rzuty karne, los. – losowanie, Dogr. – dogrywka, w. – zasada bramek strzelonych na wyjeździe

| Sezon   | Rozgrywki     | Runda       | Klub                     | Dom       | Wyjazd    | Ogólnie     |
| ------- | ------------- | ----------- | ------------------------ | --------- | --------- | ----------- |
| 2017/18 | Liga Mistrzów | Grupa G     | AS Monaco                | 1–1       | 4–1       | 3. miejsce  |
| 2017/18 | Liga Mistrzów | Grupa G     | Beşiktaş JK              | 1–2       | 0–2       | 3. miejsce  |
| 2017/18 | Liga Mistrzów | Grupa G     | FC Porto                 | 3–2       | 1–3       | 3. miejsce  |
| 2017/18 | Liga Europy   | 1/16        | SSC Napoli               | 0–2       | 3–1       | 3–3, w.     |
| 2017/18 | Liga Europy   | 1/8         | Zenit Petersburg         | 2–1       | 1–1       | 3–2         |
| 2017/18 | Liga Europy   | 1/4         | Olympique Marsylia       | 1–0       | 2–5       | 3–5         |
| 2018/19 | Liga Europy   | 2Q          | Häcken                   | 4–0       | 1–1       | 5–1         |
| 2018/19 | Liga Europy   | 3Q          | CS Universitatea Craiova | 3–1       | 1–1       | 4–2         |
| 2018/19 | Liga Europy   | PO          | Zoria Ługańsk            | 3–2       | 0–0       | 3–2         |
| 2018/19 | Liga Europy   | Grupa B     | Red Bull Salzburg        | 2–3       | 0–1       | 3. miejsce  |
| 2018/19 | Liga Europy   | Grupa B     | Rosenborg BK             | 1–1       | 3–1       | 3. miejsce  |
| 2018/19 | Liga Europy   | Grupa B     | Celtic F.C.              | 2–0       | 1–2       | 3. miejsce  |
| 2019/20 | Liga Mistrzów | Grupa G     | Benfica                  | 2–2       | 2–1       | 1. miejsce  |
| 2019/20 | Liga Mistrzów | Grupa G     | Olympique Lyon           | 0–2       | 2–2       | 1. miejsce  |
| 2019/20 | Liga Mistrzów | Grupa G     | Zenit Petersburg         | 2–1       | 2–0       | 1. miejsce  |
| 2019/20 | Liga Mistrzów | 1/8         | Tottenham Hotspur        | 3–0       | 1–0       | 4–0         |
| 2019/20 | Liga Mistrzów | 1/4         | Atlético Madryt          | 2–1 (N)   | 2–1 (N)   | 2–1 (N)     |
| 2019/20 | Liga Mistrzów | 1/2         | Paris Saint-Germain      | 0–3 (N)   | 0–3 (N)   | 0–3 (N)     |
| 2020/21 | Liga Mistrzów | Grupa H     | Paris Saint-Germain      | 2–1       | 0–1       | 2. miejsce  |
| 2020/21 | Liga Mistrzów | Grupa H     | Manchester United        | 3–2       | 0–5       | 2. miejsce  |
| 2020/21 | Liga Mistrzów | Grupa H     | İstanbul Başakşehir      | 2–0       | 4–3       | 2. miejsce  |
| 2020/21 | Liga Mistrzów | 1/8         | Liverpool                | 0–2       | 0–2       | 0–4         |
| 2021/22 | Liga Mistrzów | Grupa A     | Manchester City          | 2–1       | 3–6       | 3. miejsce  |
| 2021/22 | Liga Mistrzów | Grupa A     | Club Brugge              | 1–2       | 5–0       | 3. miejsce  |
| 2021/22 | Liga Mistrzów | Grupa A     | Paris Saint-Germain      | 2–2       | 2–3       | 3. miejsce  |
| 2021/22 | Liga Europy   | 1/16        | Real Sociedad            | 2–2       | 3–1       | 5–3         |
| 2021/22 | Liga Europy   | 1/8         | Spartak Moskwa           | wolny los | wolny los | wolny los   |
| 2021/22 | Liga Europy   | 1/4         | Atalanta                 | 1–1       | 2–0       | 3–1         |
| 2021/22 | Liga Europy   | 1/2         | Rangers                  | 1–0       | 1–3       | 2–3         |
| 2022/23 | Liga Mistrzów | Grupa F     | Real Madryt              | 3–2       | 0–2       | 2. miejsce  |
| 2022/23 | Liga Mistrzów | Grupa F     | Szachtar Donieck         | 1–4       | 4–0       | 2. miejsce  |
| 2022/23 | Liga Mistrzów | Grupa F     | Celtic                   | 3–1       | 2–0       | 2. miejsce  |
| 2022/23 | Liga Mistrzów | 1/8         | Manchester City          | 1–1       | 0–7       | 1–8         |
| 2023/24 | Liga Mistrzów | Grupa G     | Manchester City          | 1–3       | 2–3       | 2. miejsce  |
| 2023/24 | Liga Mistrzów | Grupa G     | Crvena zvezda            | 3–1       | 2–1       | 2. miejsce  |
| 2023/24 | Liga Mistrzów | Grupa G     | BSC Young Boys           | 2–1       | 3–1       | 2. miejsce  |
| 2023/24 | Liga Mistrzów | 1/8         | Real Madryt              | 0–1       | 1–1       | 1–2         |
| 2024/25 | Liga Mistrzów | Faza ligowa | Liverpool                | 0–1 (D)   | 0–1 (D)   | 32. miejsce |
| 2024/25 | Liga Mistrzów | Faza ligowa | Inter Mediolan           | 0–1 (W)   | 0–1 (W)   | 32. miejsce |
| 2024/25 | Liga Mistrzów | Faza ligowa | Juventus                 | 2–3 (D)   | 2–3 (D)   | 32. miejsce |
| 2024/25 | Liga Mistrzów | Faza ligowa | Atlético Madryt          | 1–2 (W)   | 1–2 (W)   | 32. miejsce |
| 2024/25 | Liga Mistrzów | Faza ligowa | Sporting                 | 2–1 (D)   | 2–1 (D)   | 32. miejsce |
| 2024/25 | Liga Mistrzów | Faza ligowa | Celtic                   | 1–3 (W)   | 1–3 (W)   | 32. miejsce |
| 2024/25 | Liga Mistrzów | Faza ligowa | Aston Villa              | 2–3 (D)   | 2–3 (D)   | 32. miejsce |
| 2024/25 | Liga Mistrzów | Faza ligowa | Sturm Graz               | 0–1 (W)   | 0–1 (W)   | 32. miejsce |